# Julian Golding
Julian Golding (Londres, Reino Unido, 17 de febrero de 1975) es un atleta británico, especializado en la prueba de 4 x 100 m en la que llegó a ser medallista de bronce mundial en 1997.

## Carrera deportiva
En el Mundial de Atenas 1997 ganó la medalla de bronce en los relevos 4 x 100 metros, con un tiempo de 38.14 segundos, tras Canadá y por delante de Nigeria, siendo sus compañeros de equipo: Darren Braithwaite, Darren Campbell y Douglas Walker.